# روبرت (او-وارایی)
الگو:Infobox comedy group
روبرت (به ژاپنی: ロバート, Robert)، یک بازیگر کمدی، مانزای اهل ژاپن است.
از سریال‌های تلویزیونی که او در آن نقش داشته است، می‌توان به به تو که می‌درخشی اشاره کرد.